# ديدييه كورتويس
ديدييه كورتويس (بالفرنسية: Didier Courtois)‏ هو راقص على الجليد فرنسي، ولد في 3 أغسطس 1967.

## وصلات خارجية
- ديدييه كورتويس على موقع أوليمبيديا (الإنجليزية)